# L'Été froid de l'année 53
Pour plus de détails, voir Fiche technique et Distribution.
L'Été froid de l'année 53 (en russe : Холодное лето пятьдесят третьего, Kholodnoe leto pyatdesyat tretego) est un film dramatique soviétique d'Alexandre Prochkine sorti en 1988. Anatoli Papanov y tient son dernier rôle.

## Synopsis
Dans un village éloigné de Sibérie, deux prisonniers politiques purgent leur longue peine, l'ancien chef ingénieur Kopalitsch et Lusga, un ancien chef des éclaireurs sur le front biélorusse lors de la Seconde Guerre mondiale.
Le 27 mars 1953, trois semaines après le décès de Staline,à l'instigation de Beria, le Præsidium du Soviet suprême promulgue un décret d'amnistie en vertu duquel des dizaines de milliers de criminels sont libérés, ce qui entraîne une forte augmentation de la criminalité, à un point tel que le pays entre dans une situation critique.
Un jour, le village dans lequel Kopalitsch et Lusga purgent leur peine est menacé par six criminels qui projettent de tuer tous les habitants. Le fier Lusga, bien que trahi et humilié par les dirigeants de son pays, décide de risquer sa vie afin de sauver les villageois.

## Fiche technique
Sauf indication contraire, les informations mentionnées dans cette section peuvent être confirmées par la base de données cinématographiques IMDb,  présente dans la section « Liens externes ».
- Titre français : L'Été froid de l'année 53[2]
- Titre original russe : Холодное лето пятьдесят третьего
- Réalisateur : Alexandre Prochkine
- Scénario : Edgar Doubrovski
- Photographie : Boris Brojovski
- Musique : Vladimir Martynov
- Société de production	: Mosfilm
- Pays de production :  Union soviétique
- Langue de tournage : russe
- Genre	: Thriller, drame
- Durée	: 101 minutes
- Date de sortie :
  - Union soviétique : juin 1988

### Lieux de tournage
Le film a été tourné en Carélie et à Moscou, boulevard Iaouzski (en).

## Distribution
- Valeri Priyomykhov : Sergueï Basarguine, 'Luzga'
- Anatoli Papanov : Nikolaï Starobogatov, 'Kopalitch'
- Viktor Stepanov : Mankov
- Nina Oussatova : Lida, la mère de Choura
- Zoïa Bouriak : Choura
- Youri Kouznetsov : Zotov
- Vladimir Kachpour : Fadeïtch
- Sergueï Vlassov : Vitiok
- Boris Plotnikov : le fils de Starobogatov
- Viktor Kossikh : Tchouroup
- Ielizaveta Solodova : la femme de Starobogatov
- Vladimir Golovine : Baron
- Alexeï Kolesnik : Kriouk
- Andreï Doudarenko : Mikhalitch

## Popularité
Le film est l'un des films soviétiques qui a attiré le plus de spectateurs. En 1988, il a été vu par 41,8 millions de téléspectateurs et occupa la troisième place au palmarès.